# Chloropteryx spumosaria
Chloropteryx spumosaria är en fjärilsart som beskrevs av Paul Dognin 1892. Chloropteryx spumosaria ingår i släktet Chloropteryx och familjen mätare. Inga underarter finns listade i Catalogue of Life.